# Київська пектораль (2018)
26-та церемонія вручення нагород театральної премії «Київська пектораль»

26 березня 2018 року
< 25-та Церемонії вручення 27-ма >
26-та церемонія вручення нагород премії «Київська пектораль» відбулася 26 березня 2018 року. Премію присуджує Національна Спілка театральних діячів за заслуги в театральному мистецтві у 2017 році. Церемонію провели у Києві, в Київському драматичному театрі на Подолі, її ведучими виступили актори Ахтем Сеітаблаєв і Леся Самаєва. Номінанти були оголошені 23 березня 2018 року.

## Номінати та переможці
★Переможців виділено окремим кольором.

### Основні номінації
| Категорії                                       | Лауреати та номінанти | Лауреати та номінанти | Лауреати та номінанти |
| ----------------------------------------------- | --- | --- | --- |
| Найкраща драматична вистава                     | ★ «Життя попереду» (режисер Дмитро Богомазов, Київський академічний театр драми і комедії на лівому березі Дніпра) | ★ «Життя попереду» (режисер Дмитро Богомазов, Київський академічний театр драми і комедії на лівому березі Дніпра) | ★ «Життя попереду» (режисер Дмитро Богомазов, Київський академічний театр драми і комедії на лівому березі Дніпра) |
| Найкраща драматична вистава                     | • «Всі мої сини» (реж. Станіслав Мойсеєв, Національний академічний драматичний театр ім. Івана Франка) | | |
| Найкраща драматична вистава                     | • «Скупий, або школа брехні» (реж. Петро Ільченко, Національний академічний драматичний театр ім. Івана Франка) | | |
| Найкраща режисерська робота                     | | ★ Дмитро Богомазов — «Життя попереду». Київський академічний театр драми і комедії на лівому березі Дніпра | ★ Дмитро Богомазов — «Життя попереду». Київський академічний театр драми і комедії на лівому березі Дніпра |
| Найкраща режисерська робота                     | • Віталій Пальчиков — «Дзвіночок». Київський національний академічний театр оперети | | |
| Найкраща режисерська робота                     | • Станіслав Мойсеєв — «Всі мої сини». Національний академічний драматичний театр ім. Івана Франка | | |
| Найкраща вистава камерної сцени                 | ★ «12 ніч, або що захочете», Київський академічний театр драми і комедії на лівому березі Дніпра | ★ «12 ніч, або що захочете», Київський академічний театр драми і комедії на лівому березі Дніпра | ★ «12 ніч, або що захочете», Київський академічний театр драми і комедії на лівому березі Дніпра |
| Найкраща вистава камерної сцени                 | • «Тату, ти мене любив?», Київський академічний театр «Золоті ворота» | | |
| Найкраща вистава камерної сцени                 | • «Холодна м’ята», Український малий драматичний театр | | |
| Найкращий режисерський дебют                    | | ★ Анна Огій — «Холодна м’ята», Український малий драматичний театр | ★ Анна Огій — «Холодна м’ята», Український малий драматичний театр |
| Найкращий режисерський дебют                    | Тетяна Губрій — «КостяКатяМамаЧай», Київський академічний театр «Золоті ворота» | | |
| Найкраща сценографія                            | ★ Сергій Маслобойщиков — «За двома зайцями». Національний академічний театр опери та балету України імені Тараса Шевченка                                                                                                  | ★ Сергій Маслобойщиков — «За двома зайцями». Національний академічний театр опери та балету України імені Тараса Шевченка                                                                                                  | ★ Сергій Маслобойщиков — «За двома зайцями». Національний академічний театр опери та балету України імені Тараса Шевченка                                                                                                  |
| Найкраща сценографія                            | • Петро Богомазов — «12 ніч, або що захочете». Київський академічний театр драми і комедії на лівому березі Дніпра | | |
| Найкраща сценографія                            | • Маріка Кватчадзе — «Ханума». Київський національний академічний театр оперети | | |
| Найкраще виконання чоловічої ролі               | | ★ Лев Сомов — за роль Мадам Рози у виставі «Життя попереду», Київський академічний театр драми і комедії на лівому березі Дніпра                                                                                           | ★ Лев Сомов — за роль Мадам Рози у виставі «Життя попереду», Київський академічний театр драми і комедії на лівому березі Дніпра                                                                                           |
| Найкраще виконання чоловічої ролі               | • Богдан Бенюк — за роль Джо Келлера у виставі «Всі мої сини», Національний академічний драматичний театр ім. Івана Франка                                                                                                 | | |
| Найкраще виконання чоловічої ролі               | • Роман Ясінковський — за роль Олександра у виставі «Тату, ти мене любив?», Київський академічний театр «Золоті ворота» | | |
| Найкраще виконання чоловічої ролі               | • Петро Панчук — за роль Гарпагона у виставі «Скупий, або школа брехні», Національний академічний драматичний театр ім. Івана Франка                                                                                       | | |
| Найкраще виконання жіночої ролі                 | | ★ Анжеліка Савченко — за роль Патріції Хольман у виставі «Три товариші», Національний академічний драматичний театр ім. Івана Франка                                                                                       | ★ Анжеліка Савченко — за роль Патріції Хольман у виставі «Три товариші», Національний академічний драматичний театр ім. Івана Франка                                                                                       |
| Найкраще виконання жіночої ролі                 | • Оксана Жданова — за роль Момо у виставі «Життя попереду», Київський академічний театр драми і комедії на лівому березі Дніпра                                                                                            | | |
| Найкраще виконання жіночої ролі                 | • Ганна Довбня — за роль Хануми у виставі «Ханума», Київський національний академічний театр оперети | | |
| Найкраще виконання чоловічої ролі другого плану | | ★ Антон Соловей — за роль Юрасіка та Альберта у виставі «Тату, ти мене любив?», Київський академічний театр «Золоті ворота»                                                                                                | ★ Антон Соловей — за роль Юрасіка та Альберта у виставі «Тату, ти мене любив?», Київський академічний театр «Золоті ворота»                                                                                                |
| Найкраще виконання чоловічої ролі другого плану | • Іван Залуський — за роль Кріса Келлера у виставі «Всі мої сини», Національний академічний драматичний театр ім. Івана Франка                                                                                             | | |
| Найкраще виконання чоловічої ролі другого плану | • Володимир Кузнєцов — за роль старця Зосіми у виставі «Альоша», Новий драматичний театр на Печерську | | |
| Найкраще виконання жіночої ролі другого плану   | | ★ Катерина Кістень — за роль Жінки у виставі «Двоє бідних румунів, що розмовляють польською», Новий драматичний театр на Печерську                                                                                         | ★ Катерина Кістень — за роль Жінки у виставі «Двоє бідних румунів, що розмовляють польською», Новий драматичний театр на Печерську                                                                                         |
| Найкраще виконання жіночої ролі другого плану   | • Ксенія Баша-Довженко — за роль Ен Дівер у виставі «Всі мої сини», Національний академічний драматичний театр ім. Івана Франка                                                                                            | | |
| Найкраще виконання жіночої ролі другого плану   | • Ірина Мельник — за роль Місіс Бейкер у виставі «Кохання… на дотик…», Київський академічний театр драми і комедії на лівому березі Дніпра                                                                                 | | |
| Найкраще виконання жіночої ролі другого плану   | • Людмила Смородіна — за роль Фрау Залевськи у виставі «Три товариші», Національний академічний драматичний театр ім. Івана Франка                                                                                         | | |
| Найкращий акторський дебют                      | | ★ Вікторія Муштей — за роль Марлі у виставі «Бійцівський клуб», Театр «Актор» | ★ Вікторія Муштей — за роль Марлі у виставі «Бійцівський клуб», Театр «Актор» |
| Найкращий акторський дебют                      | • Валерія Брянська — за роль Чорної у виставі «Кольори», Київський академічний театр «Золоті ворота» | | |
| Найкращий акторський дебют                      | • Валентина Корсунська-Марченко — за роль Беліси у виставі «Любов дона Перлімпліназа», Київський академічний театр ляльок                                                                                                  | | |
| Найкращий акторський дебют                      | • Марія Демочко — за роль Дюймовочки у виставі «Дюймовочка», Київський академічний театр юного глядача на Липках | | |
| Найкраща музична вистава                        | ★ «Богема» (режисер Віталій Пальчиков, Київський муніципальний академічний театр опери та балету для дітей та юнацтва) | ★ «Богема» (режисер Віталій Пальчиков, Київський муніципальний академічний театр опери та балету для дітей та юнацтва) | ★ «Богема» (режисер Віталій Пальчиков, Київський муніципальний академічний театр опери та балету для дітей та юнацтва) |
| Найкраща музична вистава                        | • «За двома зайцями» (балетмейстер-постановник Віктор Литвинов, Національний академічний театр опери і балету України ім. Т.Г.Шевченка)                                                                                    | | |
| Найкраща музична вистава                        | • «Ханума» (реж. Іраклій Гогія, Київський національний академічний театр оперети) | | |
| Найкраще пластичне пластичне вирішення вистави  | ★ Віктор Литвинов у виставі «За двома зайцями» (балетмейстер-постановник Віктор Литвинов, Національний академічний театр опери і балету України ім. Т.Г.Шевченка                                                           | ★ Віктор Литвинов у виставі «За двома зайцями» (балетмейстер-постановник Віктор Литвинов, Національний академічний театр опери і балету України ім. Т.Г.Шевченка                                                           | ★ Віктор Литвинов у виставі «За двома зайцями» (балетмейстер-постановник Віктор Литвинов, Національний академічний театр опери і балету України ім. Т.Г.Шевченка                                                           |
| Найкраще пластичне пластичне вирішення вистави  | • Ольга Семьошкіна у виставах «Кохання… на дотик…», Київський академічний театр драми і комедії на лівому березі Дніпра та «Розбитий глек», Національний академічний драматичний театр ім. Івана Франка                    | | |
| Найкраще пластичне пластичне вирішення вистави  | • Олексій Скляренко у виставі «Ханума», Київський національний академічний театр оперети | | |
| Найкраща музична концепція вистави              | ★ Олександр Бегма у виставах «Життя попереду», «12 ніч, або що захочете», Київський академічний театр драми і комедії на лівому березі Дніпра та «Примари», Київська академічна майстерня театрального мистецтва «Сузір'я» | ★ Олександр Бегма у виставах «Життя попереду», «12 ніч, або що захочете», Київський академічний театр драми і комедії на лівому березі Дніпра та «Примари», Київська академічна майстерня театрального мистецтва «Сузір'я» | ★ Олександр Бегма у виставах «Життя попереду», «12 ніч, або що захочете», Київський академічний театр драми і комедії на лівому березі Дніпра та «Примари», Київська академічна майстерня театрального мистецтва «Сузір'я» |
| Найкраща музична концепція вистави              | • Олександр Кохановський (композитор та аранжувальник) у виставі «Розбитий глек», Національний академічний драматичний театр ім. Івана Франка                                                                              | | |
| Найкраща музична концепція вистави              | • Ігор Крикунов (музичне оформлення) у виставі «Циганські ночі», Циганський музично-драматичний театр «Романс» | | |

## Нагороди від Організаційного комітету
- Премію «За вагомий внесок у розвиток театрального мистецтва»  присудили Ларисі Кадочниковій[3].
- Премією «Подія року» (за дієву опіку театральним мистецтвом України) нагородили В'ячеслава Москалевського.
- «Спеціальну премію» (за підтримку та розвиток театрального мистецтва) було вручено Публічній бібліотеці ім. Лесі Українки для дорослих м. Києва[4].
- У номінації «Кращий народний театр» переміг Народний театр «Арсенал» Центру художньої та технічної творчості «Печерськ»[5].